# Tain, Skottland
Tain är en ort i Storbritannien.   Den ligger i kommunen Highland och riksdelen Skottland, i den norra delen av landet, 700 km norr om huvudstaden London. Tain ligger 47 meter över havet och antalet invånare är 3 409.
Terrängen runt Tain är platt åt nordost, men åt sydväst är den kuperad. Havet är nära Tain åt nordost.  Närmaste större samhälle är Alness, 17,1 km sydväst om Tain. I omgivningarna runt Tain växer i huvudsak blandskog.